# Finlandia en los Juegos Paralímpicos de Salt Lake City 2002
Finlandia estuvo representada en los Juegos Paralímpicos de Salt Lake City 2002 por catorce deportistas, ocho hombres y seis mujeres.

## Medallistas
El equipo paralímpico finlandés obtuvo las siguientes medallas:
| Nombre                                    | Deporte        | Evento                             |
| ----------------------------------------- | -------------- | ---------------------------------- |
| Oro                                       |                |                                    |
| Tanja Kari                                | Esquí de fondo | 5 km de pie femenino               |
| Tanja Kari                                | Esquí de fondo | 10 km de pie femenino              |
| Tanja Kari                                | Esquí de fondo | 15 km de pie femenino              |
| Jaana Argillander                         | Esquí de fondo | 10 km B3 femenino                  |
| Plata                                     |                |                                    |
| Jaana Argillander                         | Esquí de fondo | 5 km B2-3 femenino                 |
| Bronce                                    |                |                                    |
| Merja Hanski                              | Esquí de fondo | 5 km B1 femenino                   |
| Jaana Argillander                         | Esquí de fondo | 15 km discapacidad visual femenino |
| Jaana Argillander Merja Hanski Tanja Kari | Esquí de fondo | 3 × 2,5 km clase abierta femenino  |